# Eumops
Eumops es un género de murciélagos microquirópteros de la familia Molossidae conocidos como murciélagos de bonete o murciélagos mastín. Se encuentran en América desde EE. UU. hasta Argentina.

## Especies
Se reconocen las siguientes especies:
- Eumops auripendulus (Shaw, 1800)
- Eumops bonariensis (Peters, 1874)
- Eumops chiribaya[2] Medina, Gregorin, Zeballos, Zamora & Moras, 2014
- Eumops dabbenei Thomas, 1914
- Eumops glaucinus (Wagner, 1843)
- Eumops hansae Sanborn, 1932
- Eumops maurus (Thomas, 1901)
- Eumops patagonicus Thomas, 1924
- Eumops perotis (Schinz, 1821)
- Eumops trumbulli (Thomas, 1901)
- Eumops underwoodi Goodwin, 1940
- Eumops wilsoni[3] Baker, McDonough, Swier, Larsen, Carrera & Ammerman, 2009